# جيراردو غارسيا بيمنتل
جيراردو غارسيا بيمنتل (بالإسبانية: Gerardo García Pimentel)‏ هو صحفي مكسيكي، ولد في 1983، وتوفي في 8 ديسمبر 2007 في أوروابان في المكسيك.